# Елпенор
Елпенор, Одисејев пратилац. Пред одлазак са острва Еје, заспао је у Киркиној палати, када се пренуо из сна, уместо да сиђе степеницама, пао је и погинуо. Остао је несахрањен.
Када се Одисеј спустио у Поземље, срео је Елпенора који га је замолио да се врати на Еју и да га достојно сахрани.